# Monika Stolz
Pour les articles homonymes, voir Stolz.
Monika Stolz, née le 24 mars 1951 à Worms, est une femme politique allemande membre de l'Union chrétienne-démocrate d'Allemagne (CDU).
Elle a été ministre du Travail du Land de Bade-Wurtemberg.

## Biographie
Après avoir obtenu son Abitur, elle étudie les sciences économiques à l'Université de Fribourg-en-Brisgau, dont elle ressort diplômée en 1974. Au cours des trois ans qui suivent, elle travaille comme assistante de recherche à la fondation Konrad-Adenauer.
En 1977, elle entreprend des études supérieures de médecine, fréquente les universités de Gießen, Wurtzbourg et Bonn, où elle obtient son diplôme en 1983. Elle décroche son doctorat en 1985, et devient médecin à partir de cette même année.

## Vie politique
Elle est élue au conseil municipal d'Ulm en 1989, et y prend deux ans plus tard la présidence du groupe des élus de l'Union chrétienne-démocrate d'Allemagne (CDU), qu'elle occupe jusqu'en 1999. Deux ans plus tard, elle entre au Landtag du Bade-Wurtemberg, où elle prend la vice-présidence du groupe CDU en juillet 2004.
Nommée secrétaire d'État politique du ministère régional de l'Éducation par Helmut Rau en octobre 2005, Monika Stolz est choisie comme ministre du Travail et des Affaires sociales par Günther Oettinger le 1er février 2006.
Elle est reconduite dans la seconde coalition noire-jaune d'Oettinger le 14 juin suivant. Le 10 février 2010, Stefan Mappus est élu Ministre-président en remplacement d'Oettinger, et demande à tous les ministres sortants de gérer les affaires courantes jusqu'au 24 février. Ce jour-là, elle est reconduite comme ministre du Travail et de l'Ordre social, des Femmes et des Personnes âgées. Elle est remplacée par le social-démocrate Katrin Altpeter le 12 mai 2011.